# T205/206次列车
T205/206次列车是中国铁路曾在2001年至2009年运行于河南省会郑州至湖北省会武汉之间的特快旅客列车，由郑州铁路局郑州客运段武昌车队负责客运任务。列车在停运前使用双层中国铁路25K型客车，沿京广铁路运行，全程516公里，途经河南、湖北两省。其中郑州站至汉口站使用车次为T205次；汉口站至郑州站上行使用车次为T206次。列车作为郑州铁路局的精品车及形象车，2005年曾被共青团中央、铁道部联合命名为全国“青年文明号”。2009年7月1日起，T205/206次列车正式停运。

## 历史
T205/206次列车是前身为郑州－武昌的T501/502次列车，于2001年11月18日随着郑州铁路局第一列动车组“中原之星”的投入运营而开行，开行初期因成本效益问题，营运收入不能弥补各项开支，每天亏损达30,000元人民币，列车遂於2002年5月10日起停驶。及後四方机车车辆厂加造8节车厢，把列车扩编至14节，并并于同年9月28日再度投入服务，载客量增至1,398人。
由於中原之星列车故障率过高，因此有时需以机车牵引方能载客。后来由于调图等原因，T501/502次列车改为了双层25K型客车，运行区间也从郑州至武昌改为郑州至汉口。2007年4月18日中国铁路实施第六次大面积提速后，T501/502次列车变更车次为T205/206次，并计划于提速调图的第三阶段停运。
2009年4月1日，受汉口站施工影响，T205/206次列车的运行区段由郑州至汉口临时调整为郑州至信阳。2009年7月1日起，因汉口至郑州间新增开行动车组列车，T205/206次列车正式停运。现在的T206/203、T204/205次列车为乌鲁木齐铁路局自2014年12月10日起开行的伊宁-上海列车，全程4742公里。